# Горіх маньчжурський
Горіх маньчжурський (Juglans mandshurica Maxim.) — дерево з родини горіхових (Juglandaceae).
Природний ареал — Східна Азія (Китай, Північна Корея, Тайвань).
Цвіте у травні, плоди достигають у вересні.
Має їстівні горіхи (містять до 52 % олії), але вони мають дуже тверду шкаралупу, невеликий розмір ядра і невисокі смакові властивості. Деревина придатна для столярних робіт.

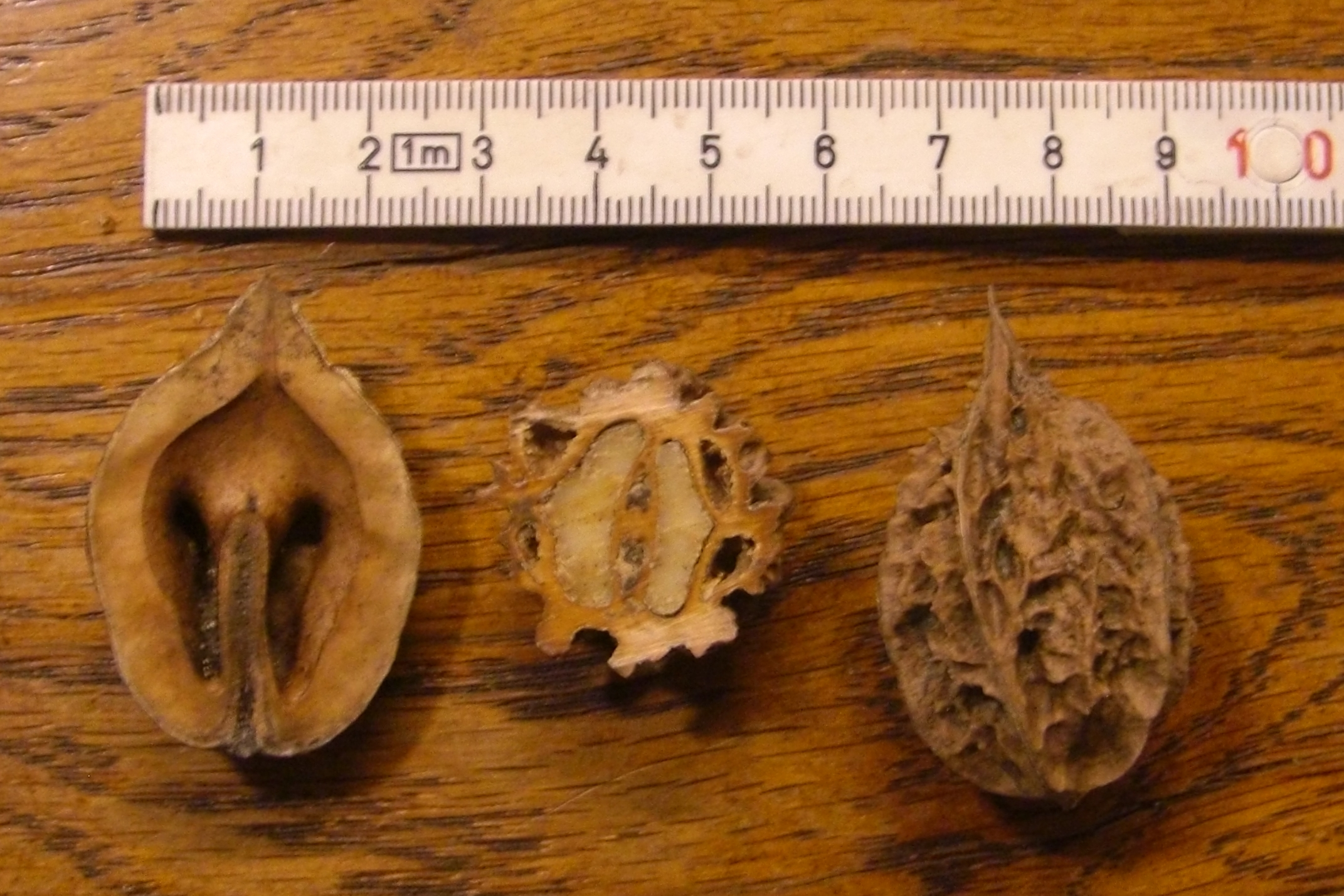
Горіхи